# Ивар Јевер
Ивар Јевер (норв. Ivar Giæver; Берген, 5. април 1929) је норвешко-амерички физичар, који је 1973. године, заједно са Леом Есакијем и Брајаном Џозефсеном, добио Нобелову награду за физику „за експериментална открића у области тунел-ефекта код полупроводника и суперпроводника”.